# Saab Formula Junior

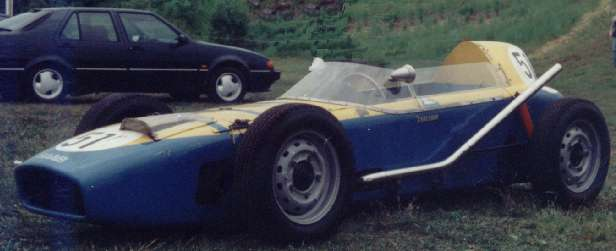
Saab Formula Junior

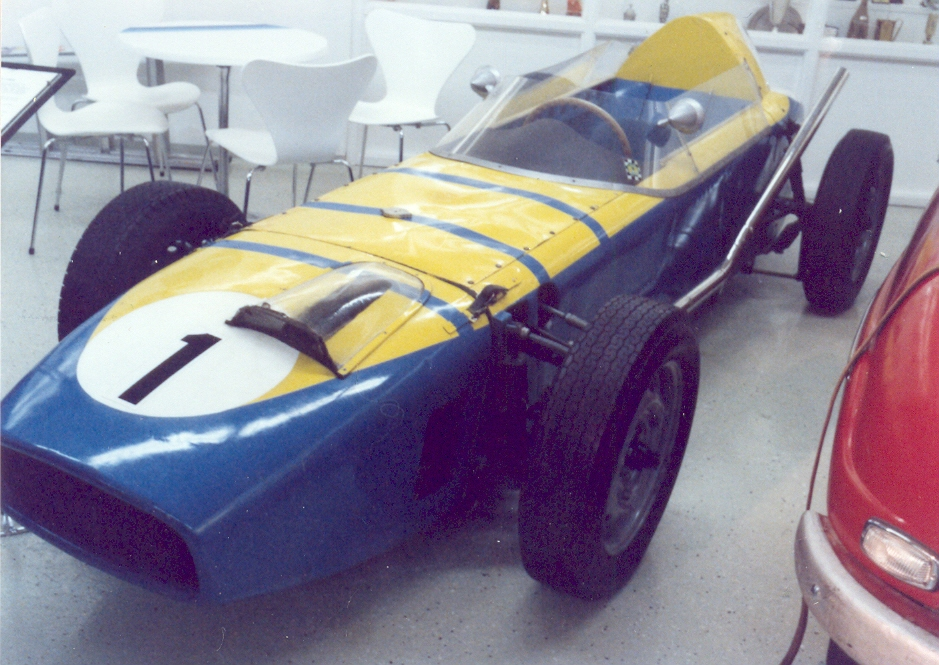
Saab Formula Junior på Saabmuseet.

Saab Formula Junior var en tävlingsbil som Saab byggde 1960.
På 1960-talet ersattes Saab 93F av Saab 96 och en ny 841 kubikcentimeters motor utvecklades. Tävlings- och utvecklingsavdelningarna ville inte att man skulle serieproducera sportversioner av motorn innan man hade testat några nya idéer. Det var dessa idéer som gjorde att man byggde två bilar för att tävla i Formel Junior. Bilarna tävlade första gången på Gelleråsen i Karlskoga (hösten 1960) och sedan i Helsingfors 1961, där man kom i mål som fyra och femma.
Konstruktionen var annorlunda. Istället för en fackverkskonstruktion som de flesta andra Formel Junior-bilar konstruerade Saab en avancerad självbärande kaross i aluminium med en noskon i glasfiber.
Bakom noskonen satt en uppborrad 950 kubikcentimeters tvåtaktsmotor med dubbla Solex-förgasare 95 hästkrafter. Fjädringen var specialbyggd. Bilarna hade inga vidare tävlingsframgångar, huvudsakligen på grund av att motorn var för klen (reglerna tillät motorer upp till 1100 kubikcentimeter) men trots det lyckades man få två förstaplatser och slog ett banrekord (i Stockholm). Viktfördelningen var 70-30. Bara två bilar byggdes eftersom senare regeländringar gjorde dem ännu mer underlägsna och de slutade tävlas med i slutet av säsongen 1961. De hade fyllt sin roll som testbänk för SAAB:s tävlingsavdelning.
Bilarna var målade i de svenska blå-gula färgerna. Förarna var Gösta Karlsson, Carl-Magnus Skogh och Erik Carlsson.